# Propodilobus pingorum
Propodilobus pingorum  (лат.) — вид муравьёв из подсемейства Myrmicinae (триба Stenammini). Эндемик острова Калимантан (Саравак, Малайзия), где обнаружен в двух заповедных территориях: Semengoh Forest Reserve и Gunong Mulu National Park. Единственный вид рода Propodilobus Branstetter, 2009. Усики 12-члениковые с булавой из 3 сегментов, нижнечелюстные щупики 3-х члениковые, а нижнегубные — 2-х члениковые. Усиковые бороздки и лобные валики отсутствуют. На проподеуме пара острых шипиков. Петиоль с длинным передним стебельком, постпетиоль широкий. на средних и задних голенях шпор нет. Вид был впервые описан в 1998 году как Stenamma orientale DuBois, 1998, но его имя оказалось занято ранее известным таксоном Stenamma orientale (Emery, 1898) (=Messor orientalis) и поэтому позднее (DuBois, 2000) заменено на Stenamma pingorum DuBois, 2000.
Propodilobus отличается от близкого рода Stenamma редуцированной формулой щупиков (у Stenamma она равна 4,3) и числом члеников в булаве усиков (у Stenamma — 2).